# Гуцульські Альпи
Гуцу́льські А́льпи (інші назви — Гуцульські Бескиди, Ра́хівський кристалі́чний маси́в)  — частина Мармаросько-Буковинської верховини (Мармароського масиву), розташована між долинами Білої Тиси (на півночі), Тиси і Вішеу (на заході) та Рускова (Руська Ріка) (на півдні). Українська частина Гуцульських Альп лежить у південній частині Рахівського району Закарпатської області і має назву Рахівські гори. 
Гуцульські Альпи — це найрізноманітніші та наймальовничіші гори в Українських Карпатах завдяки значній висоті (понад 1900 м), різноманітній геологічній будові (гнейси, кристалічні сланці, вапняки, вулканічні породи), глибоким долинам (до 1500 м). 
Гуцульські Альпи вкриті смерековими лісами, вище яких простягаються полонини. Населення скупчене в долинах річок Білої Тиси (село Богдан), Тиси (місто Рахів) і Руської Ріки (села Петрова, Передя). 
Гуцульські Альпи діляться на дві частини:
1) ґнейсовий масив гори Піп Іван Мармароський (1936 м), у формі могутньої піраміди.
2) базальтовий масив гори Фаркеу (1961 м) та вапняковий гори Михайлекула (1920 м).

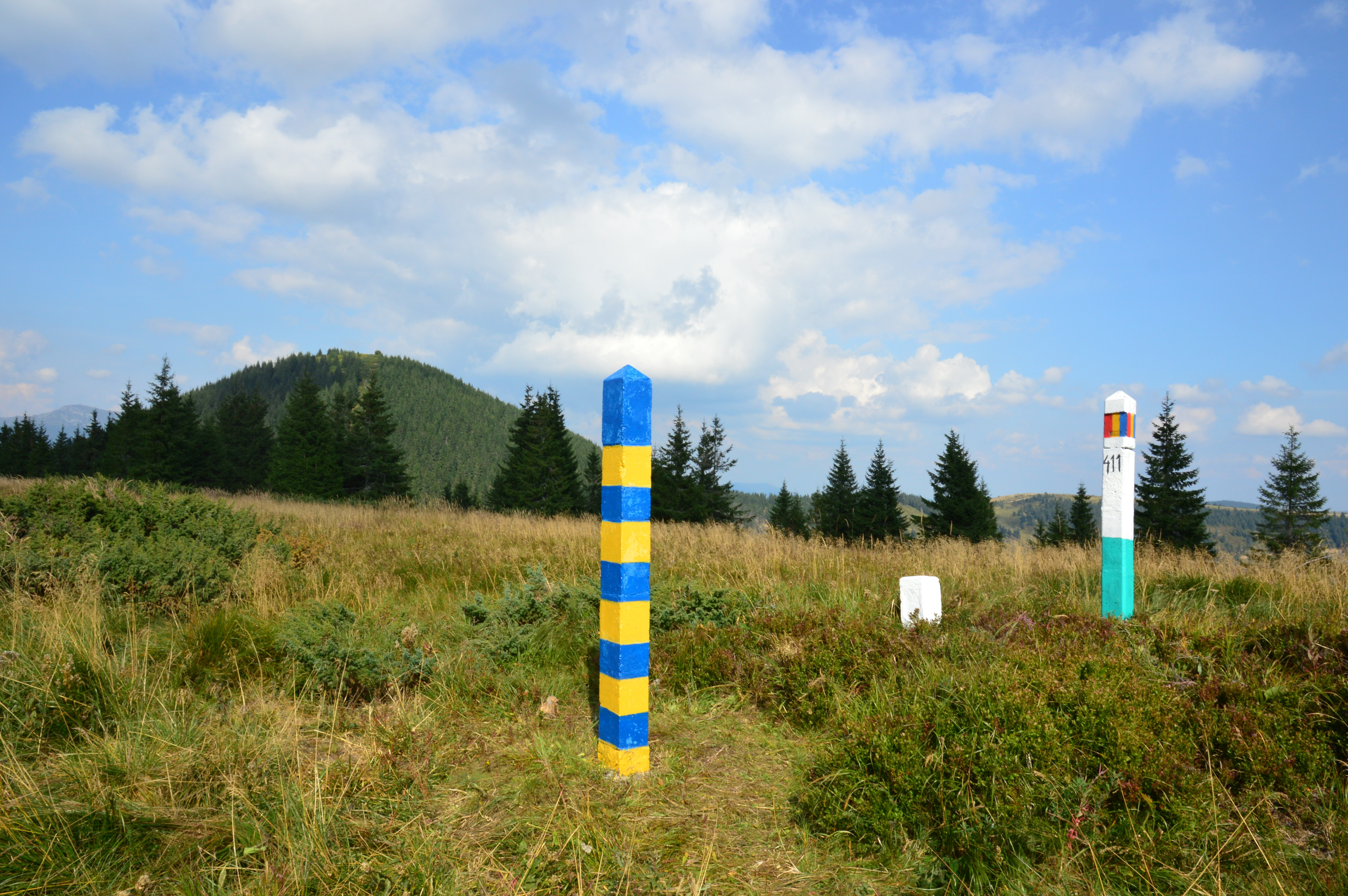
Прикордонні стовпчики Україна-Румунія.

В межах Гуцульських Альп розташований Мармароський заповідний масив Карпатського біосферного заповідника.
Через Гуцульські Альпи проходить українсько-румунський кордон.

## Деякі вершини
- Фаркеу (1961 м)
- Піп Іван Мармароський (1937,7 м)
- Неніска Мала (1820 м)
- Неніска Велика (Міка-Маре) (1815 м)
- Петрос (П'єтросул) (1784 м)
- Стеавул (Щаул) (1763 м, за іншими даними 1752 м)
- Берлебашка (1733 м)

## Фото Гуцульських Альп

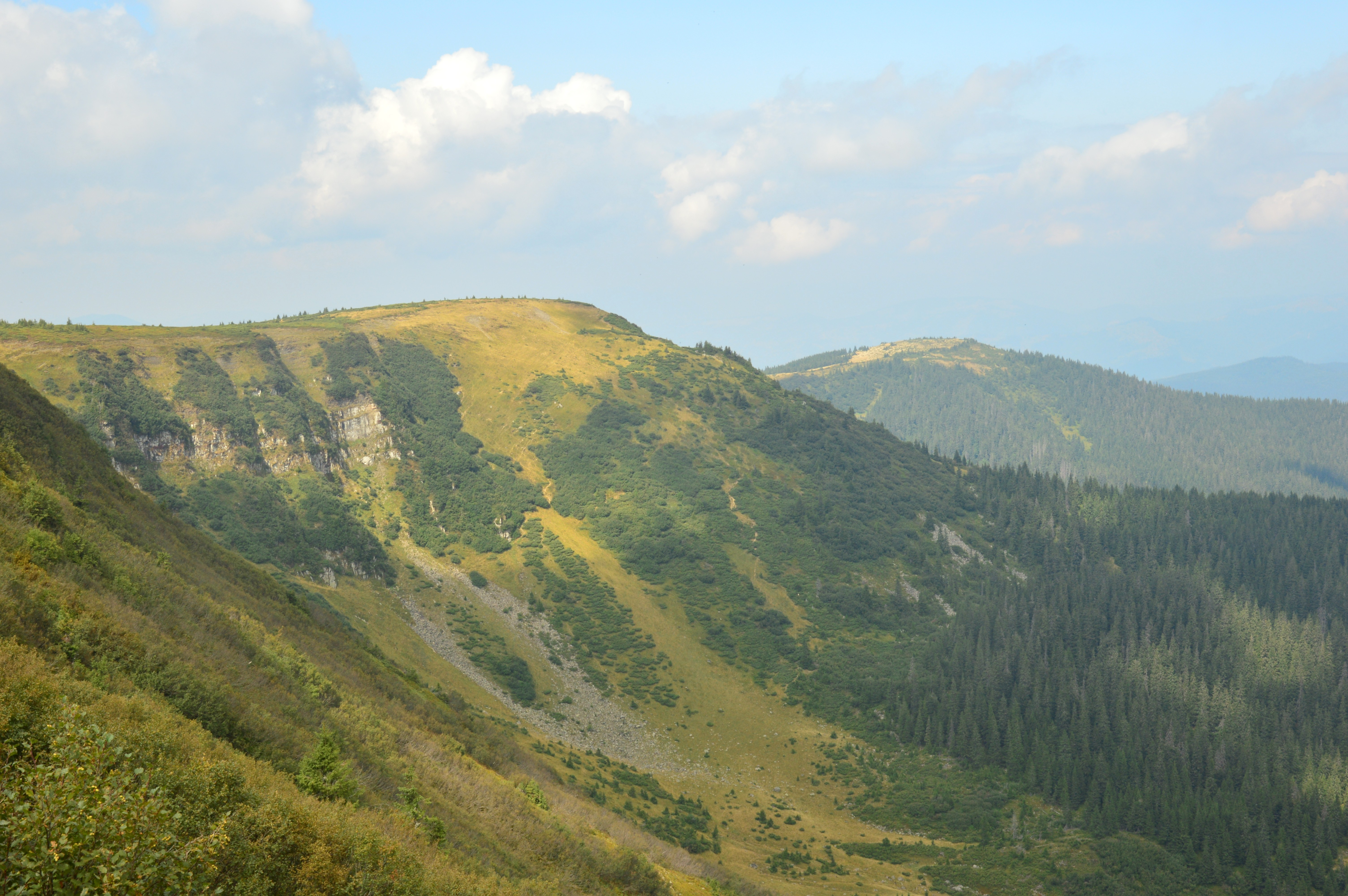
Мармароський масив, сліди сходження льодовика — кари.
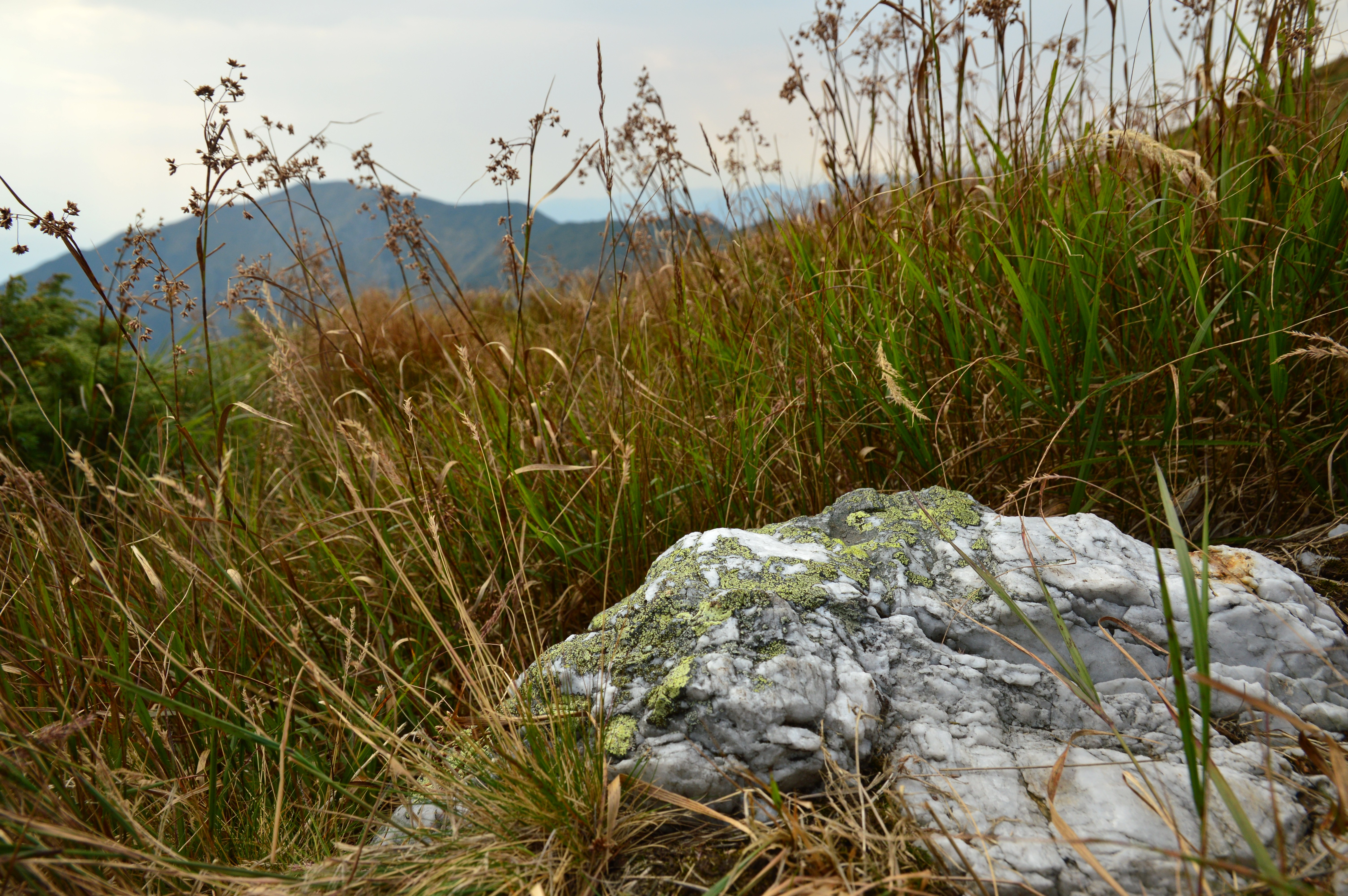
Мармароський масив, мармурові виходи порід.
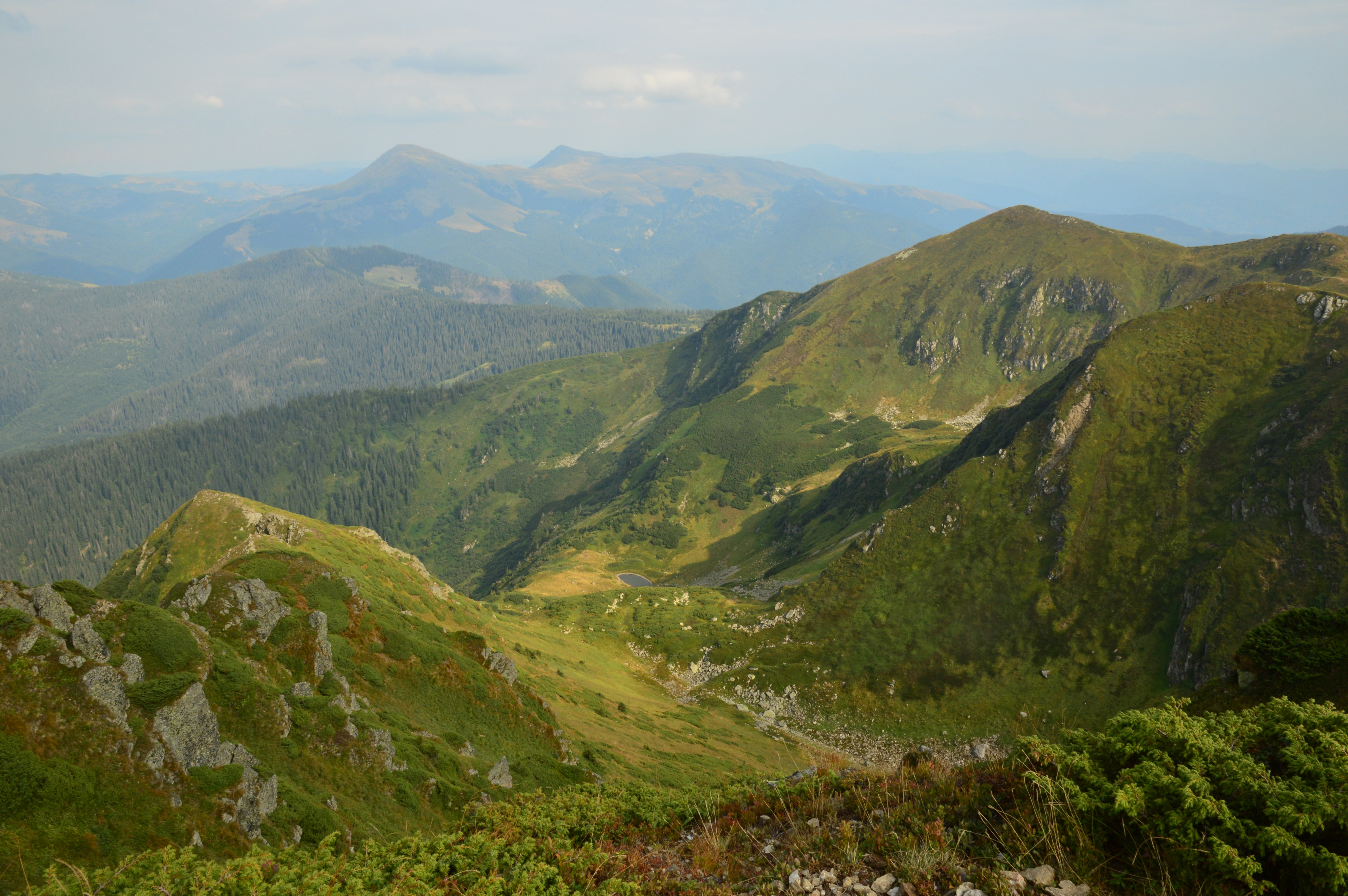
Мармароський масив, Гуцульські Альпи. Вигляд з г. Піп Іван.
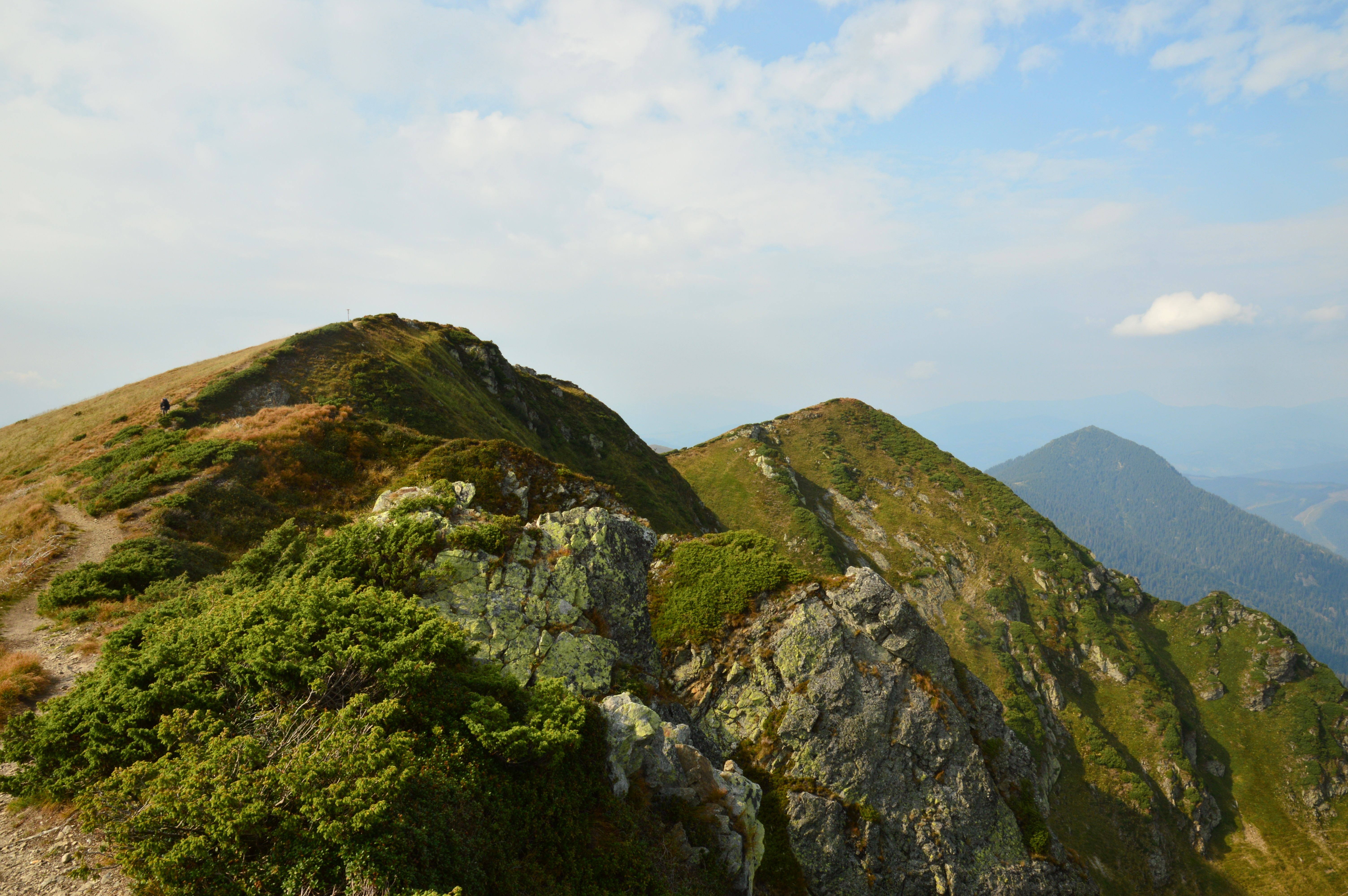
Вершина гори Піп Іван Мармароський, Гуцульські Альпи.
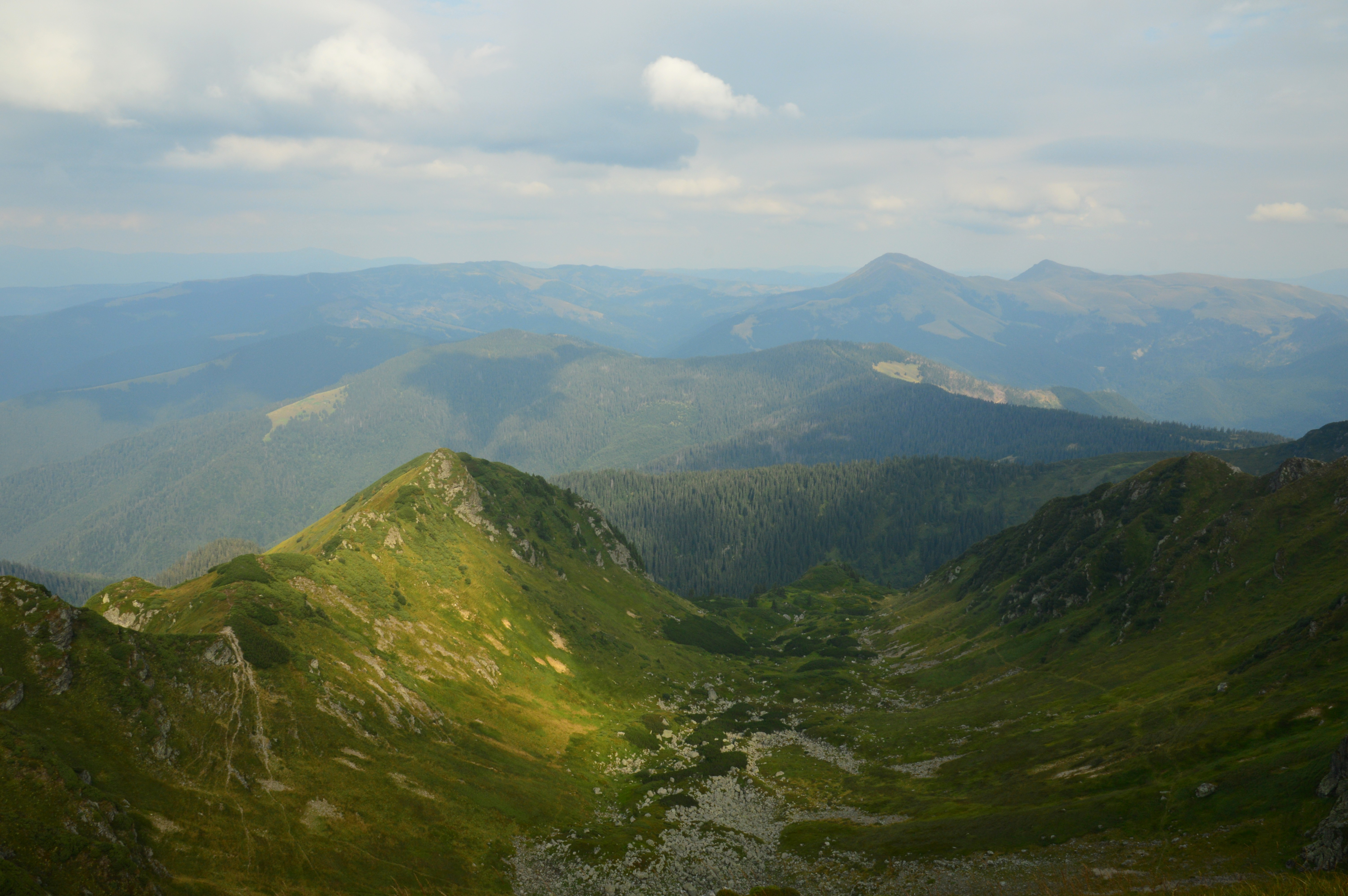
Льодовиковий цирк, г. Піп Іван Мармароський.
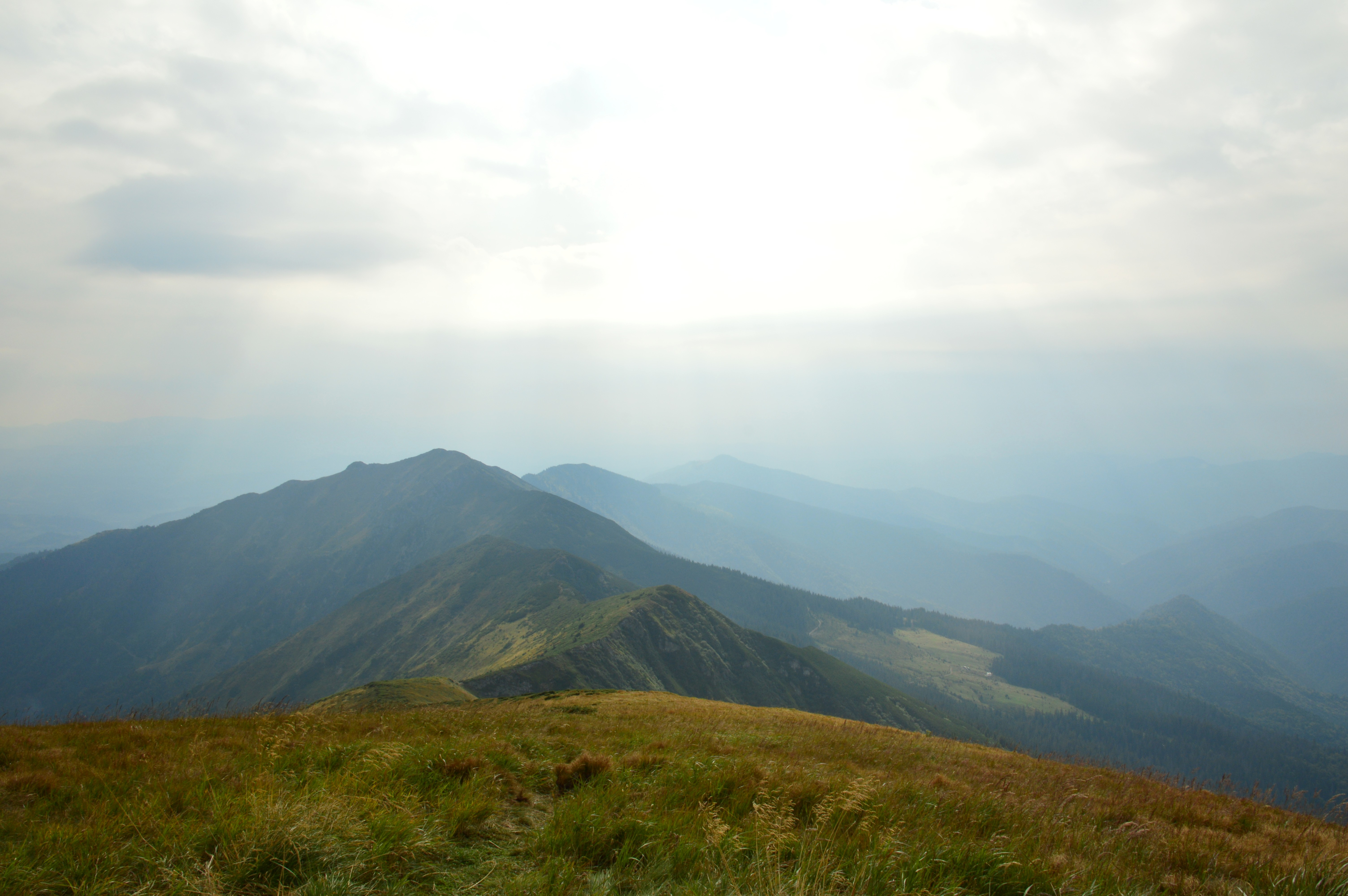
Вигляд з вершини г. Піп Іван Мармароський на румунську частину Мармаросів.
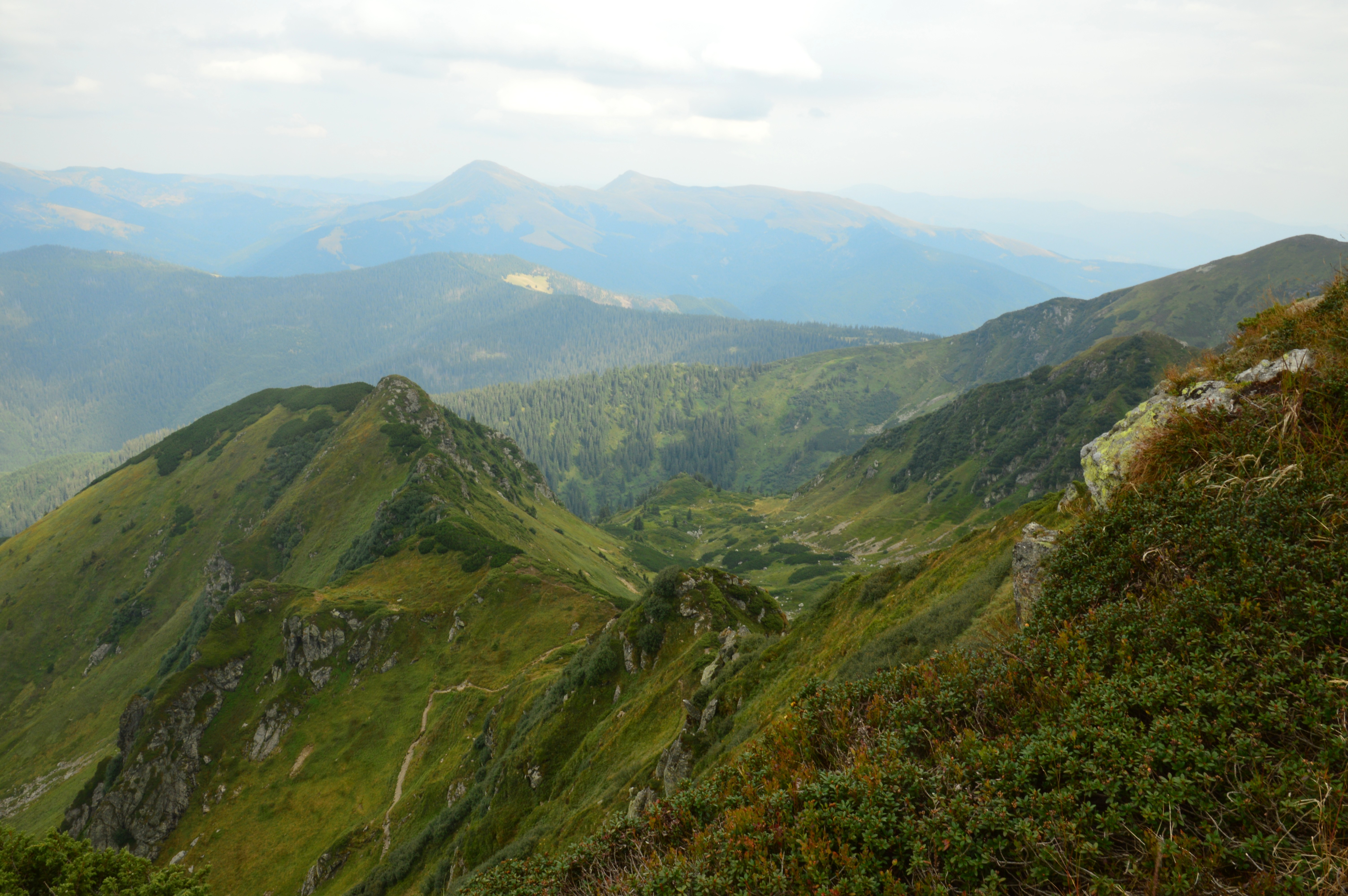
Північні відроги г. Піп Іван.
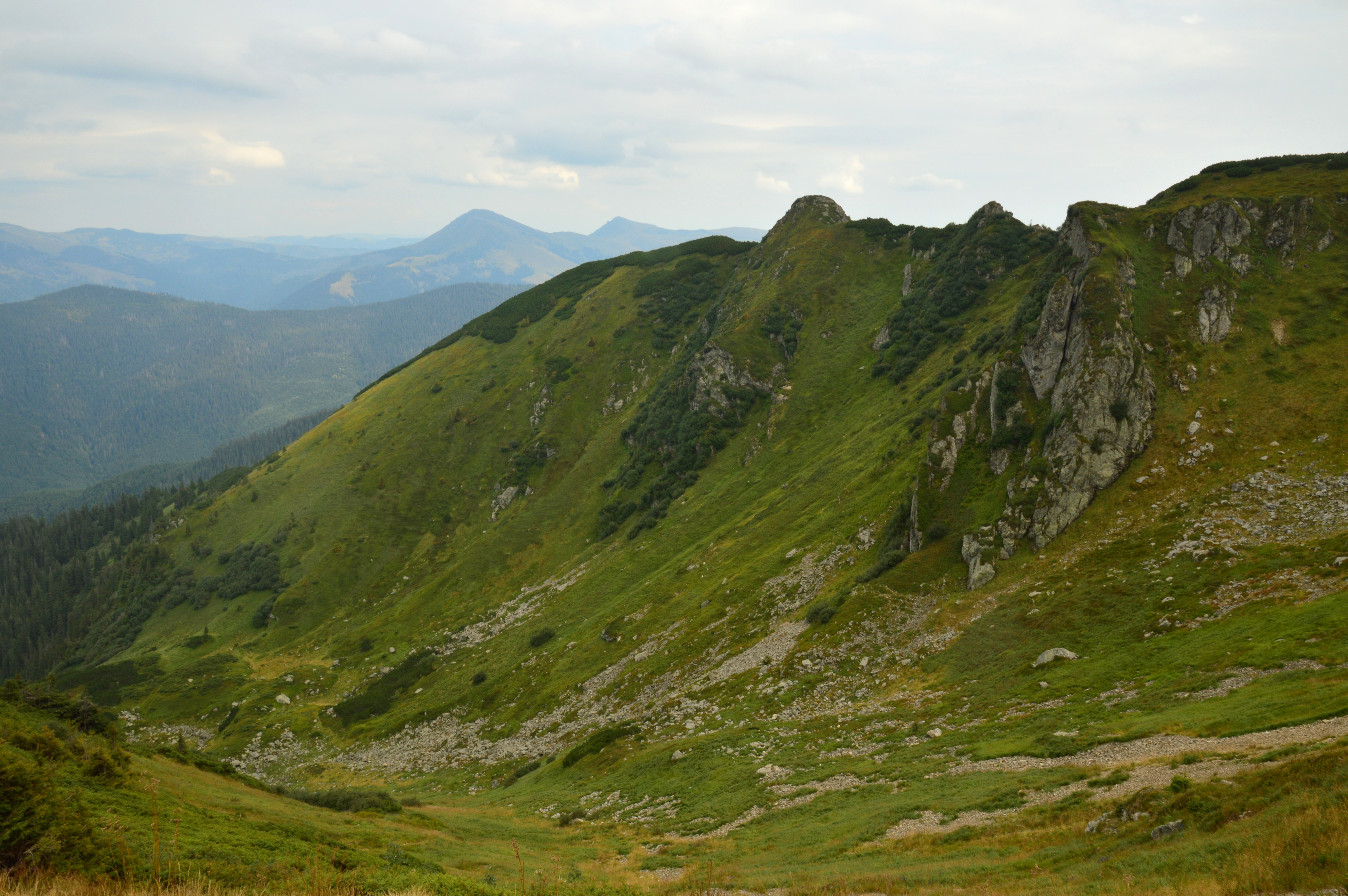
Льодовиковий кар на північному схилі г. Піп Іван Мармароський.
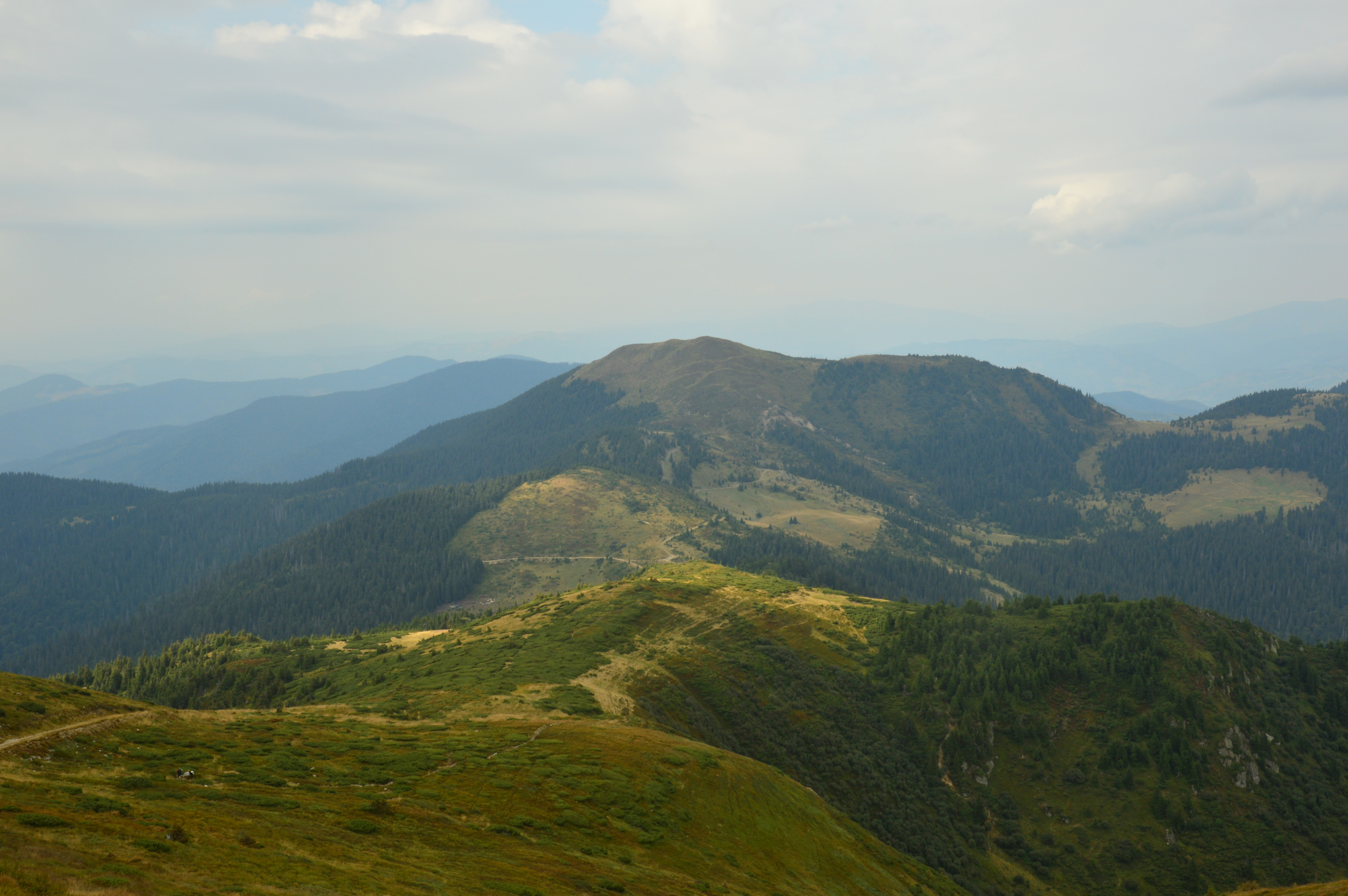
Берлебашка зі схилу г. Піп Іван Мармароський.
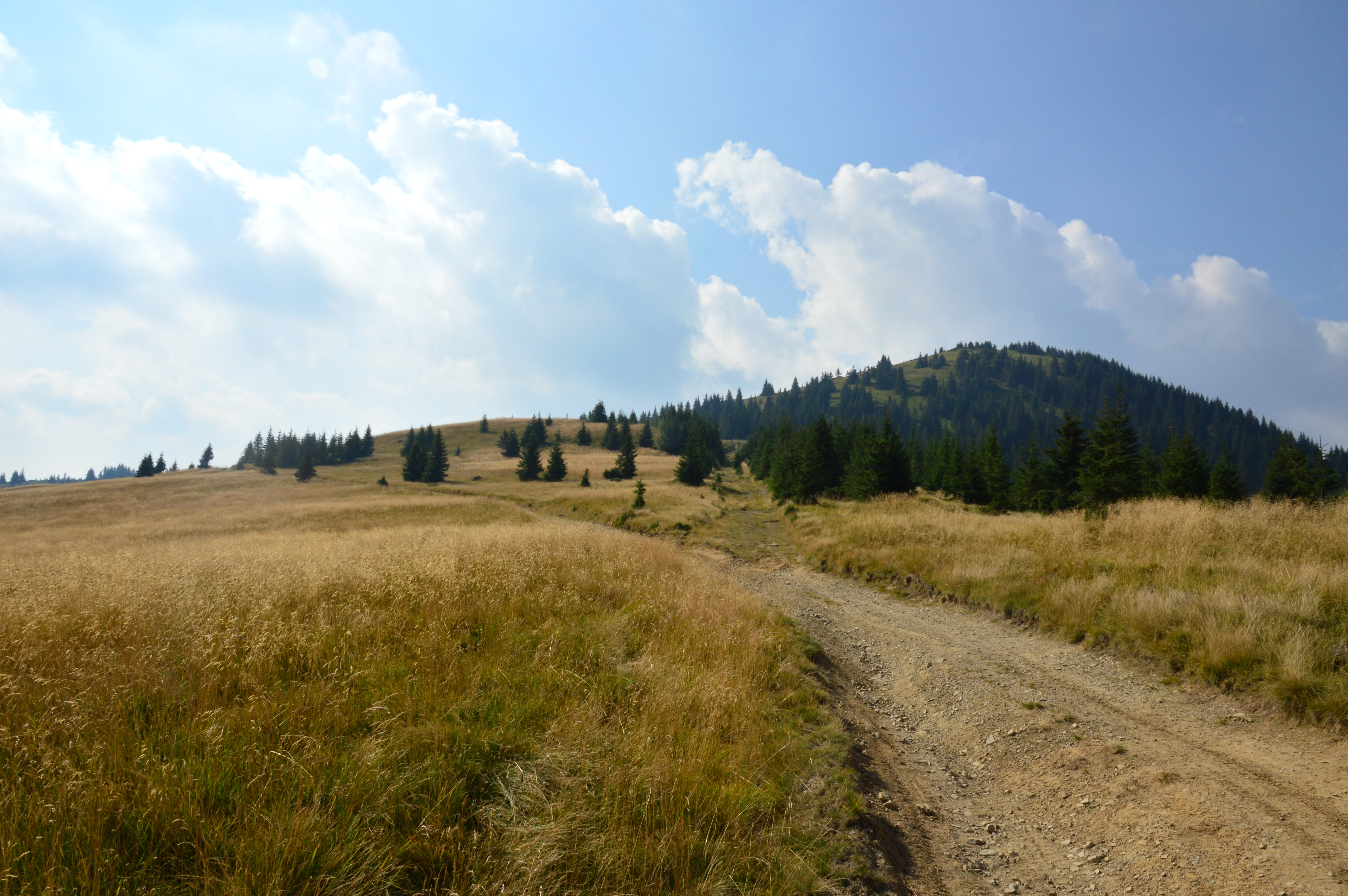
Вигляд на г. Стіг, Мармароський масив.
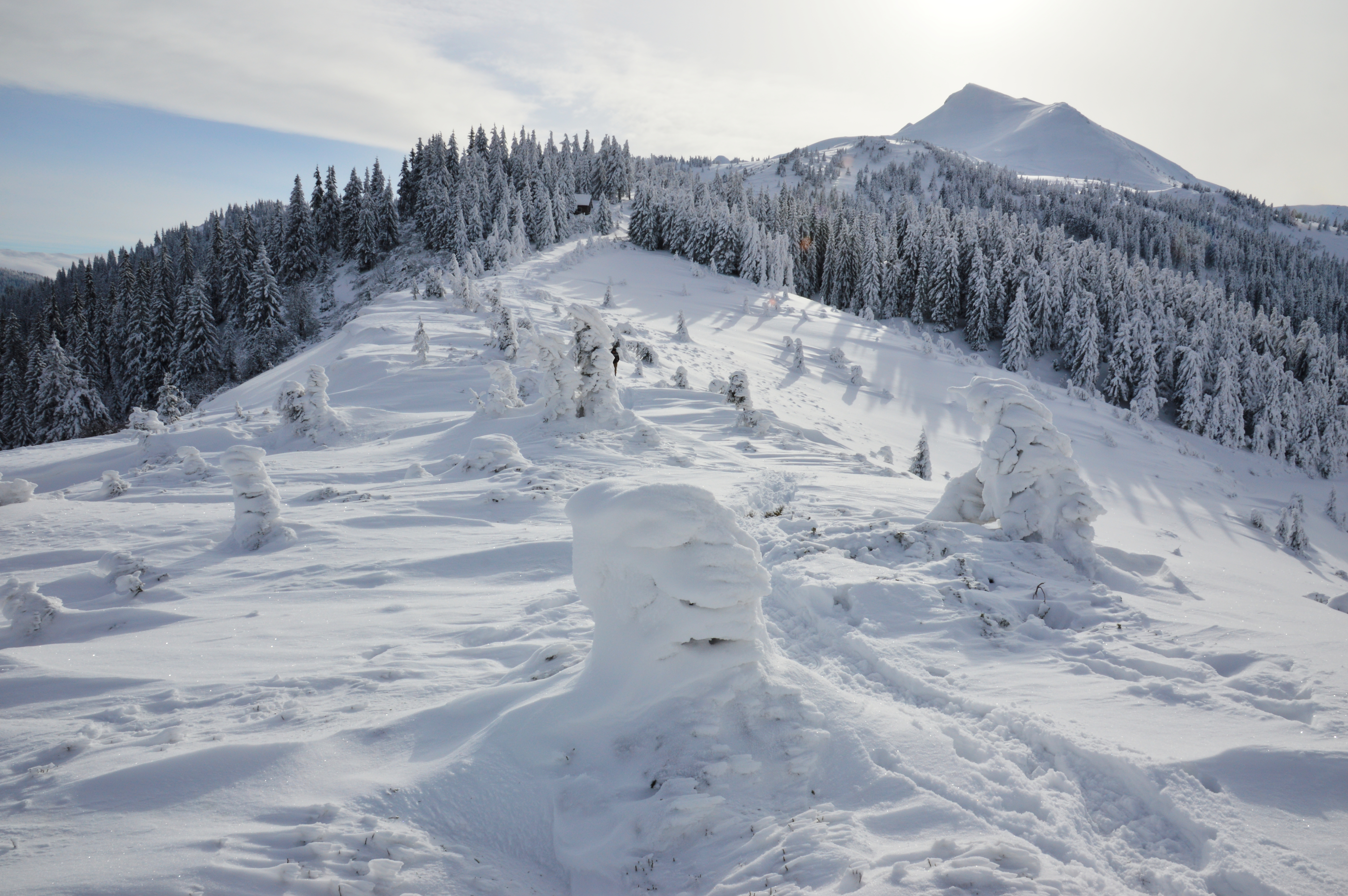
г. Піп Іван Мармароський.
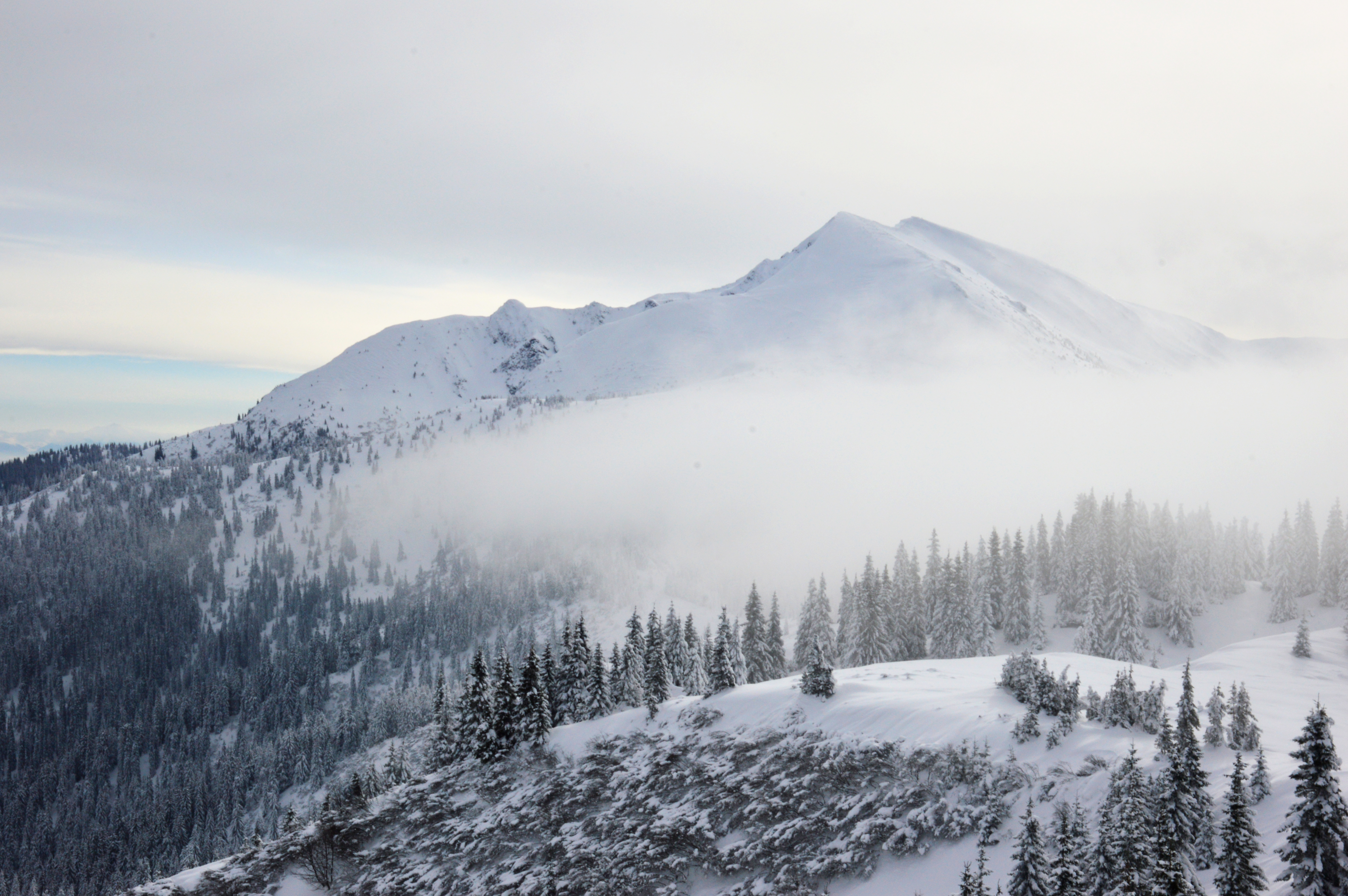
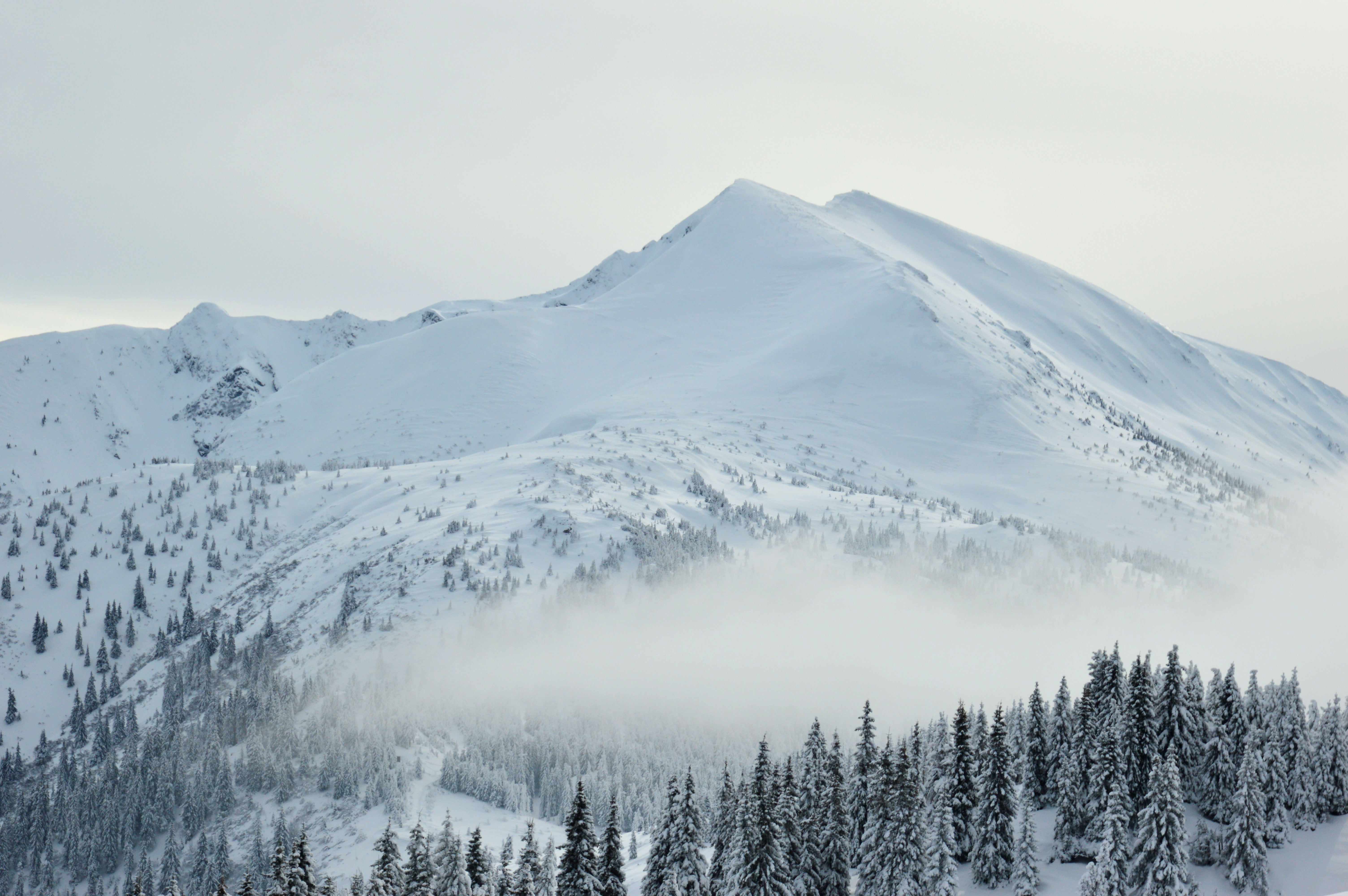
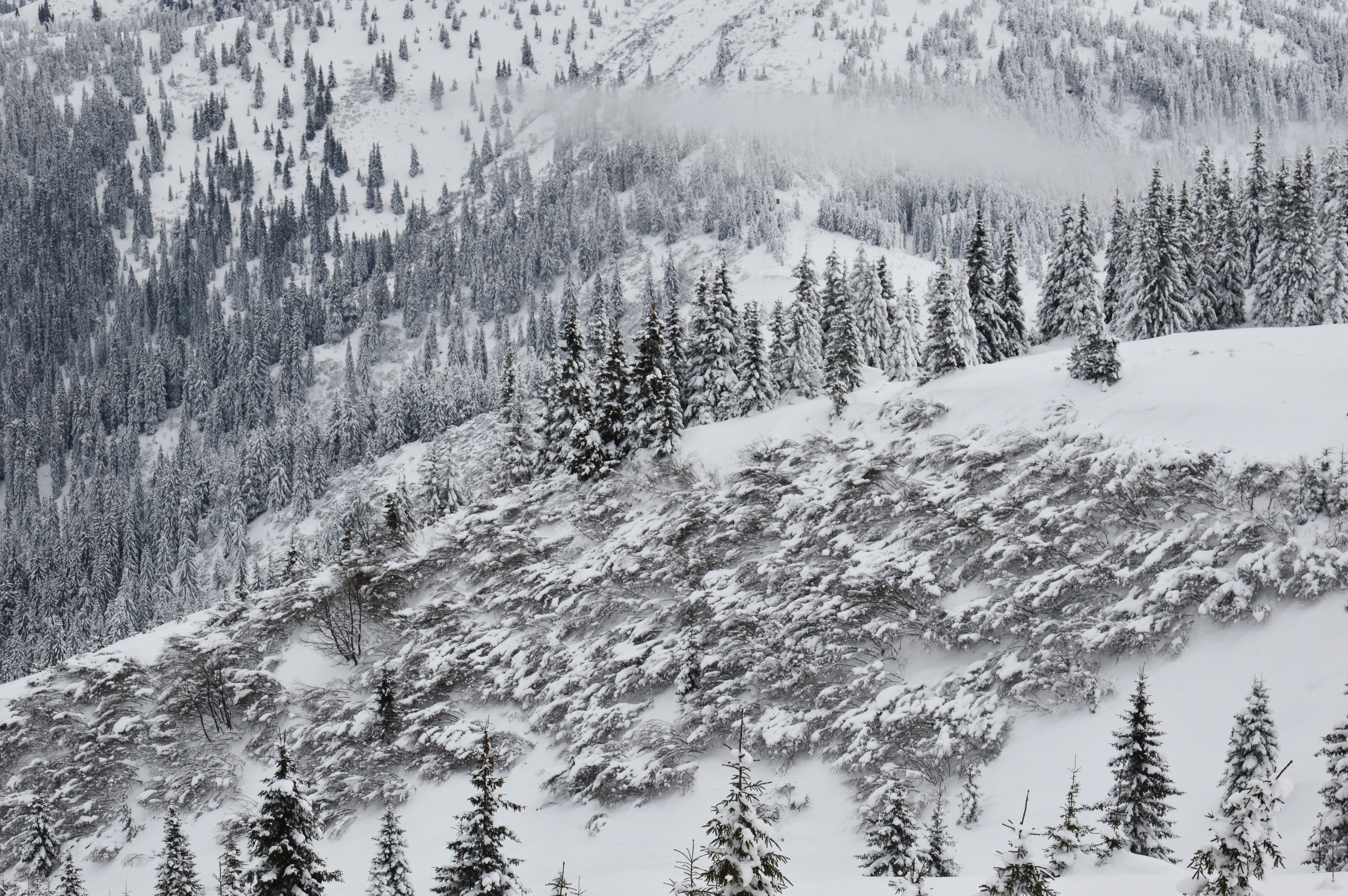
Північний схил г. Піп Іван Мармароський
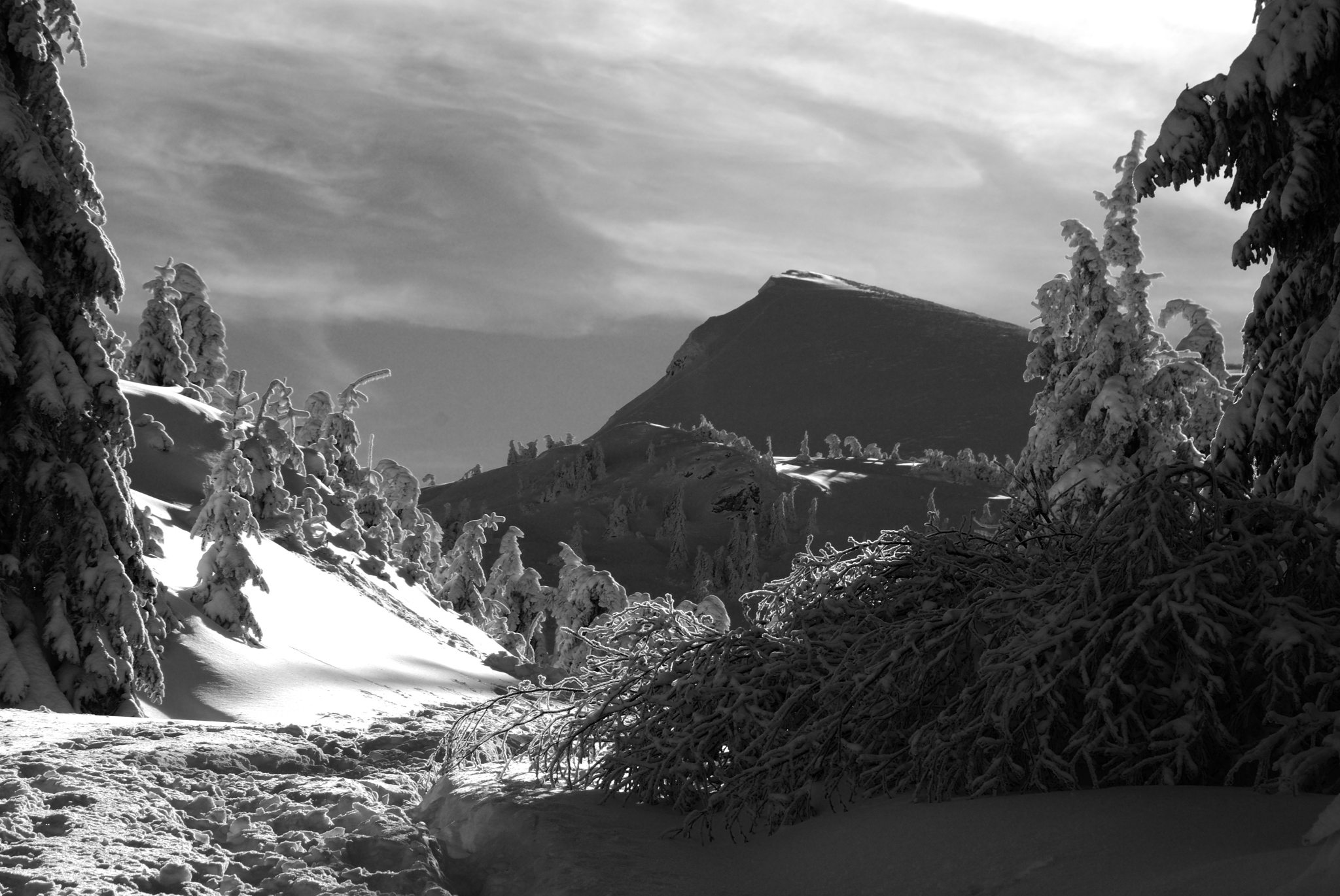
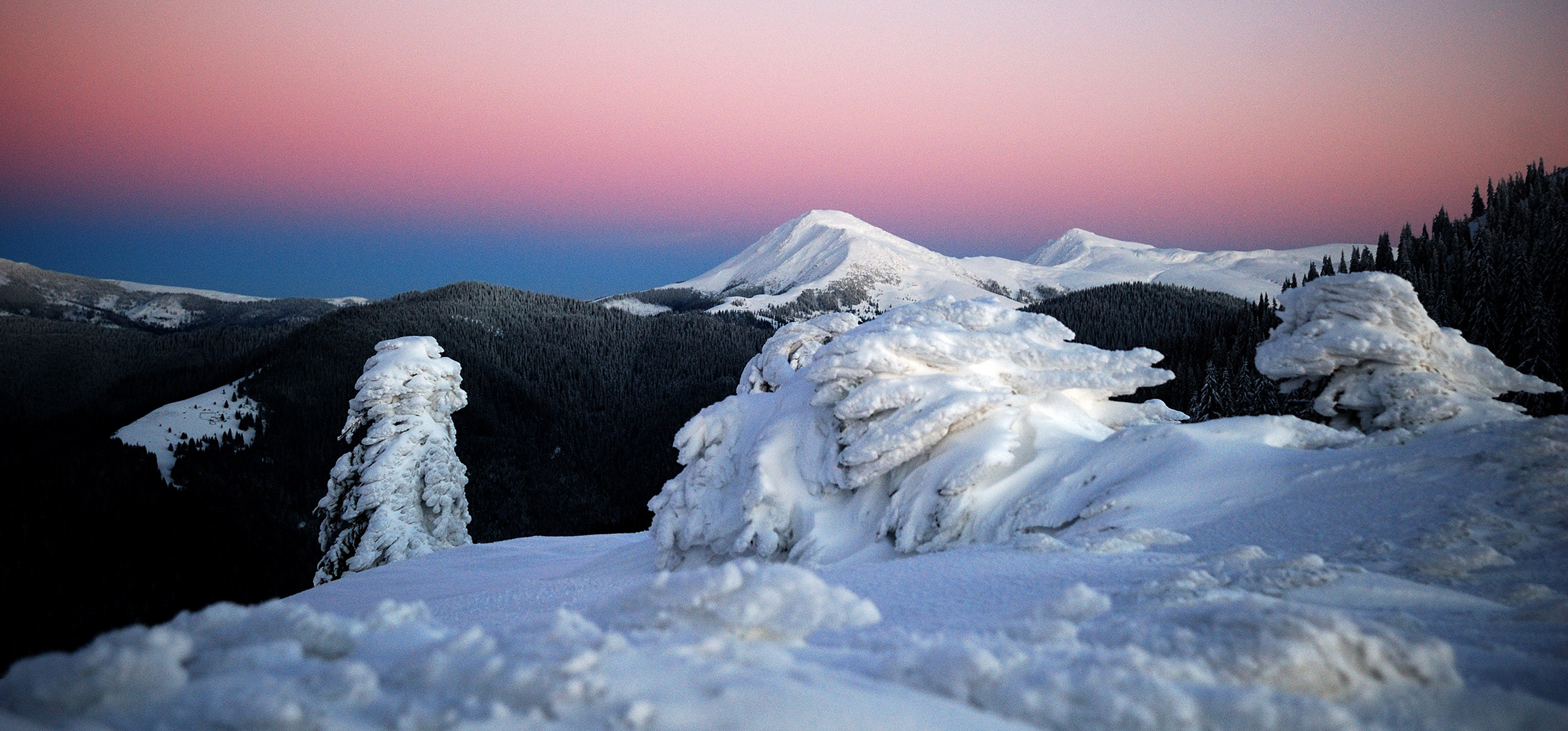
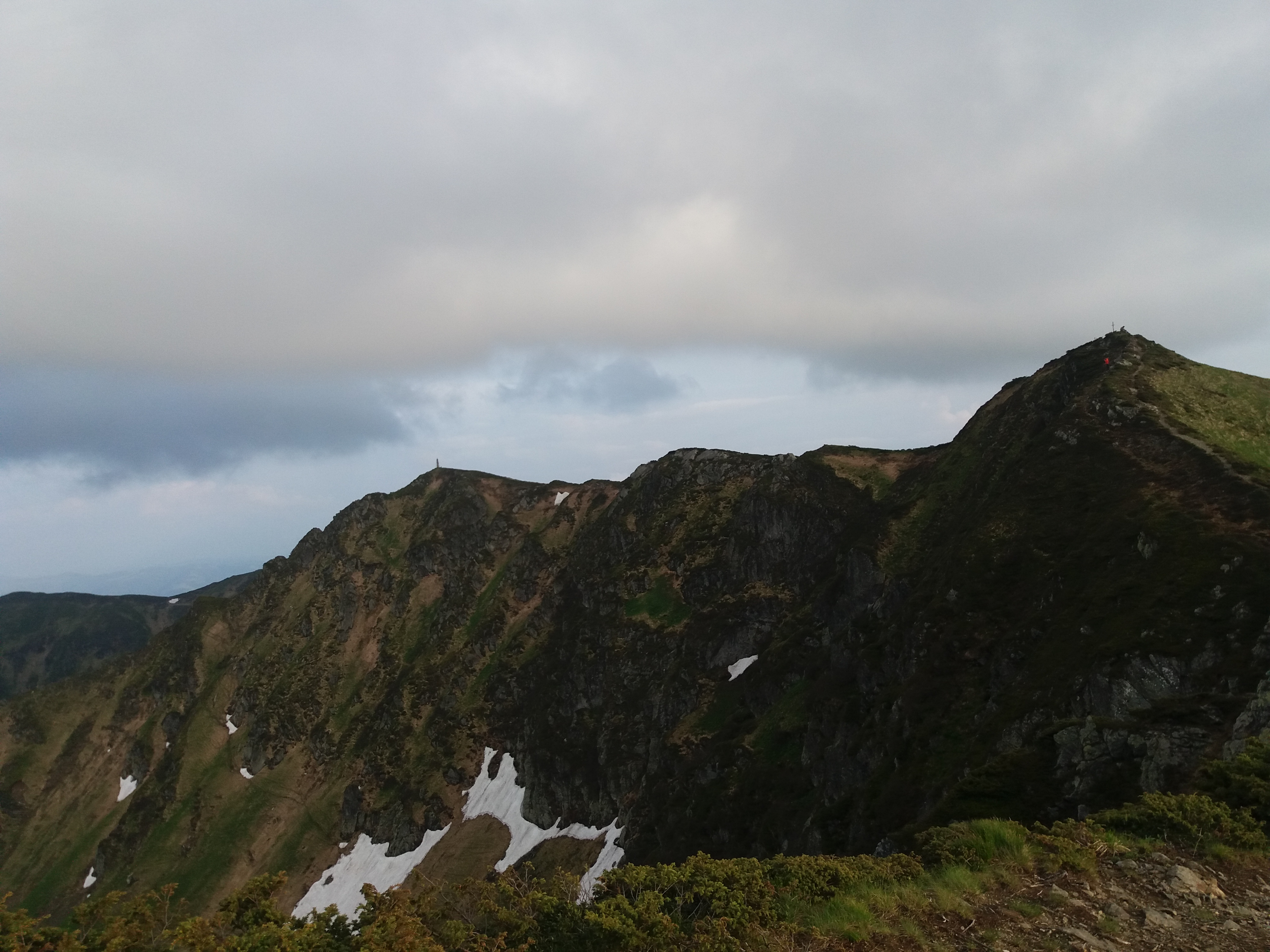
Мармароський заповідний масив. Українсько-румунський кордон
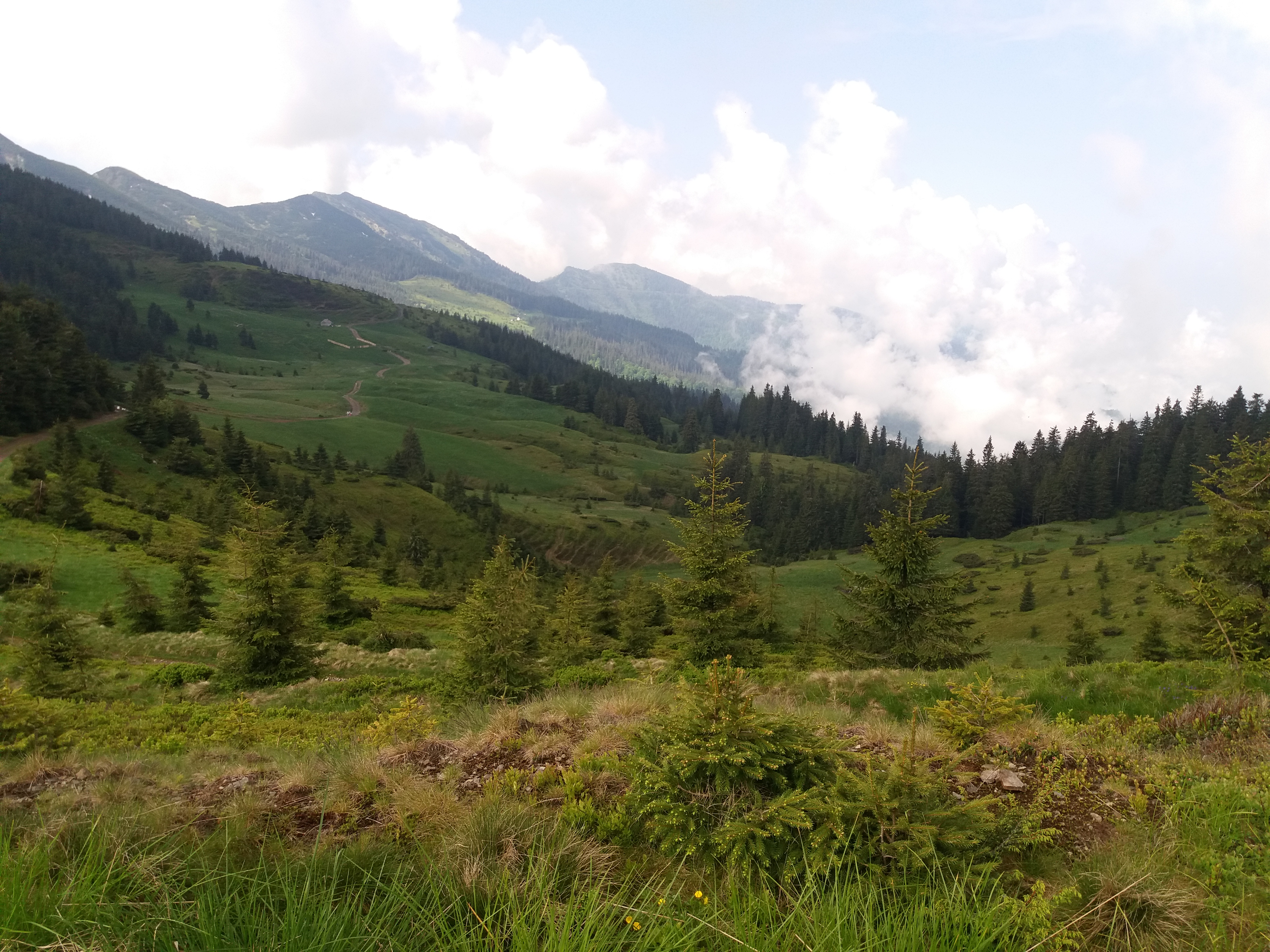
Мармароський заповідний масив. Ранок в Карпатському біосферному заповіднику
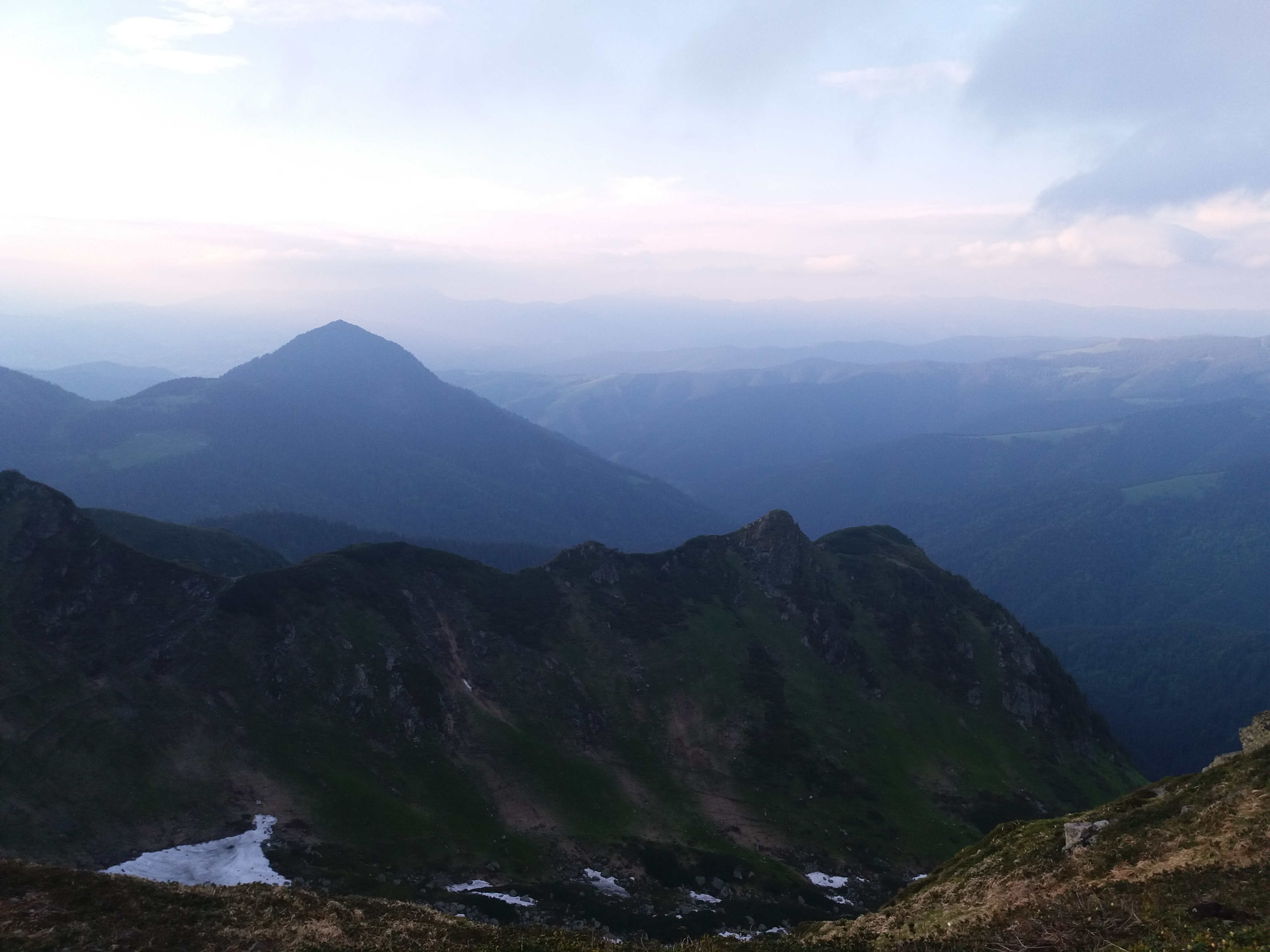
Мармароський масив.Вечірні краєвиди
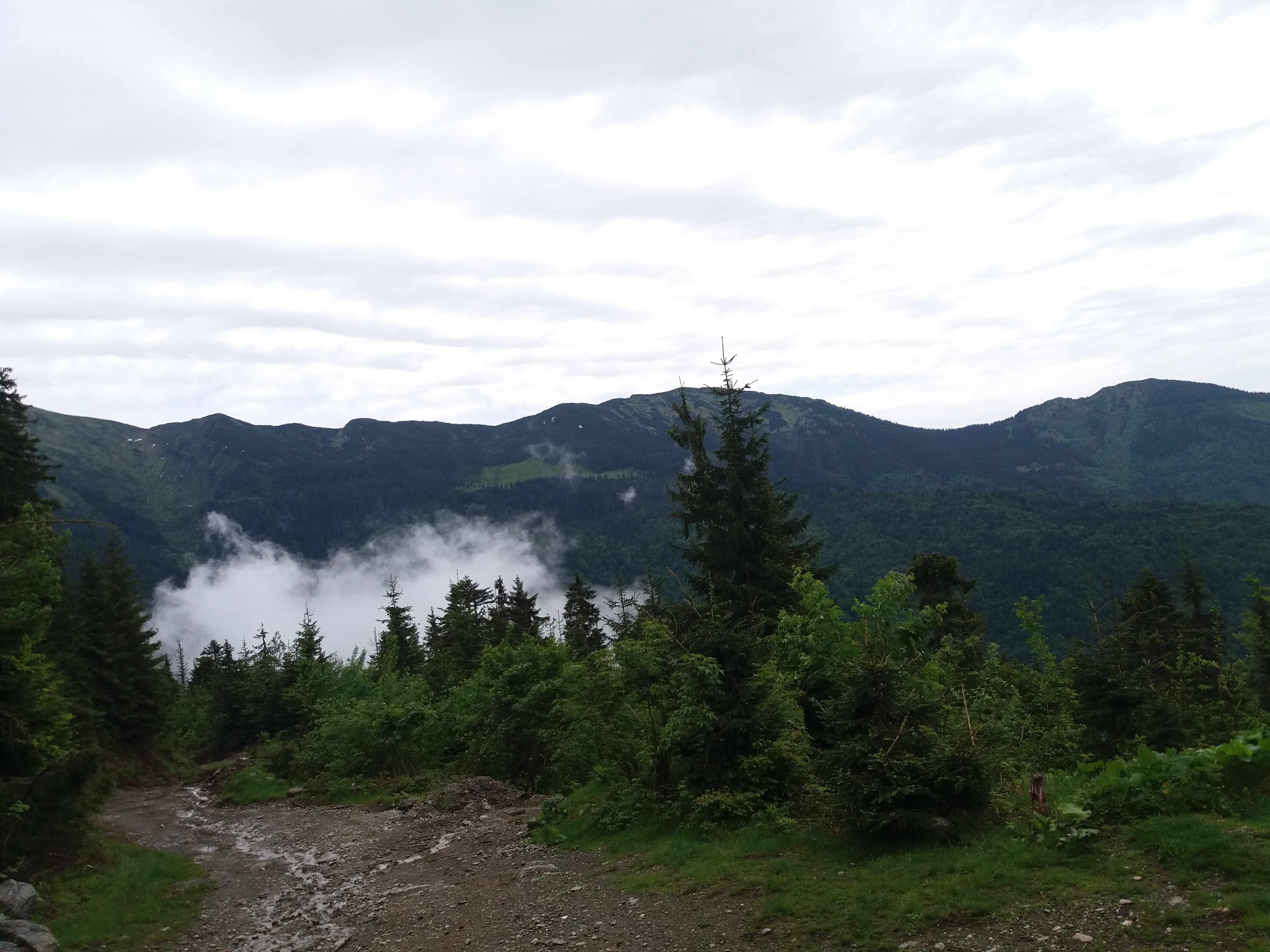
Мармароський масив. Закарпатська область
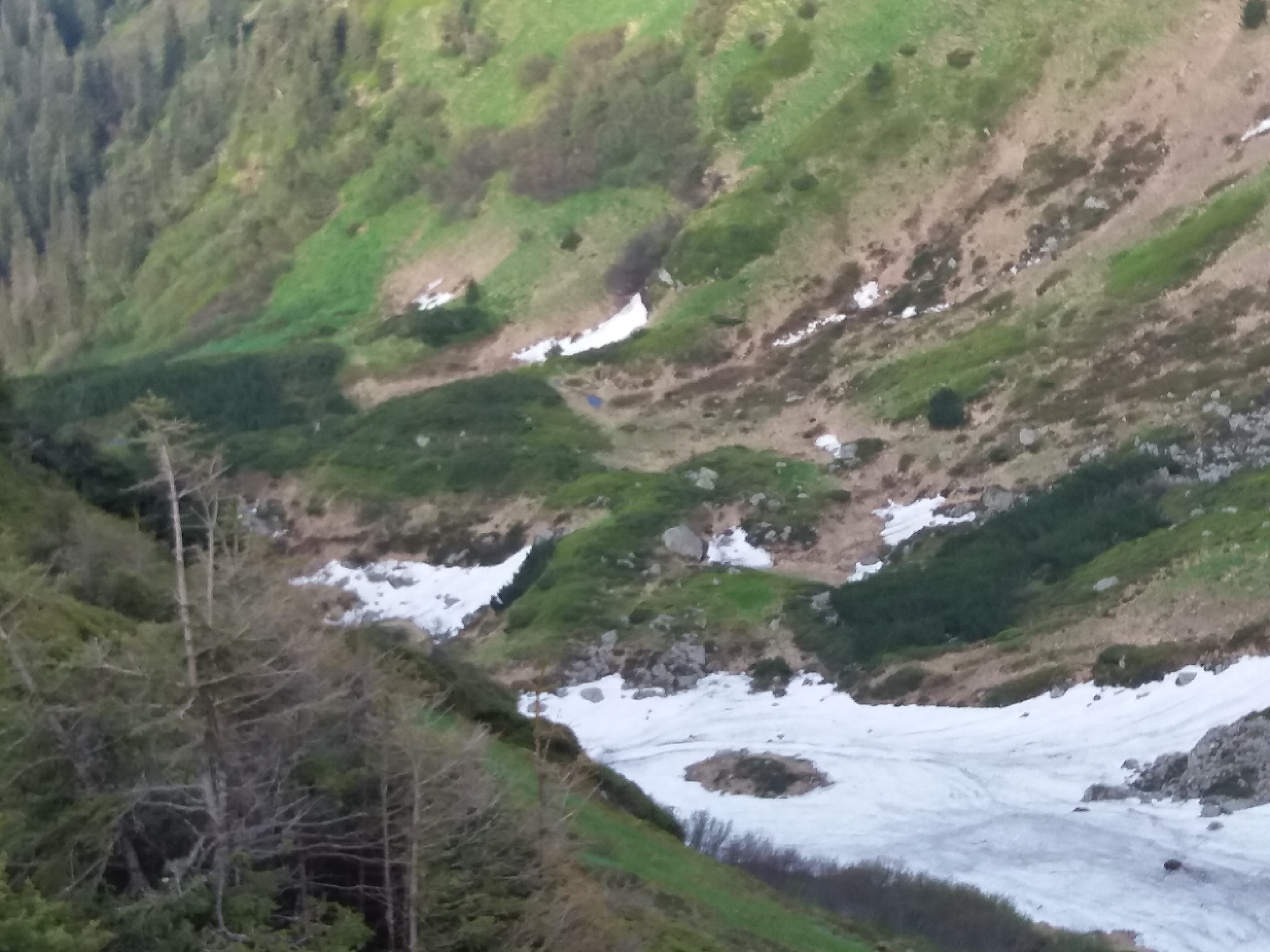
Підніжжя гори Піп Іван (Мармароси)
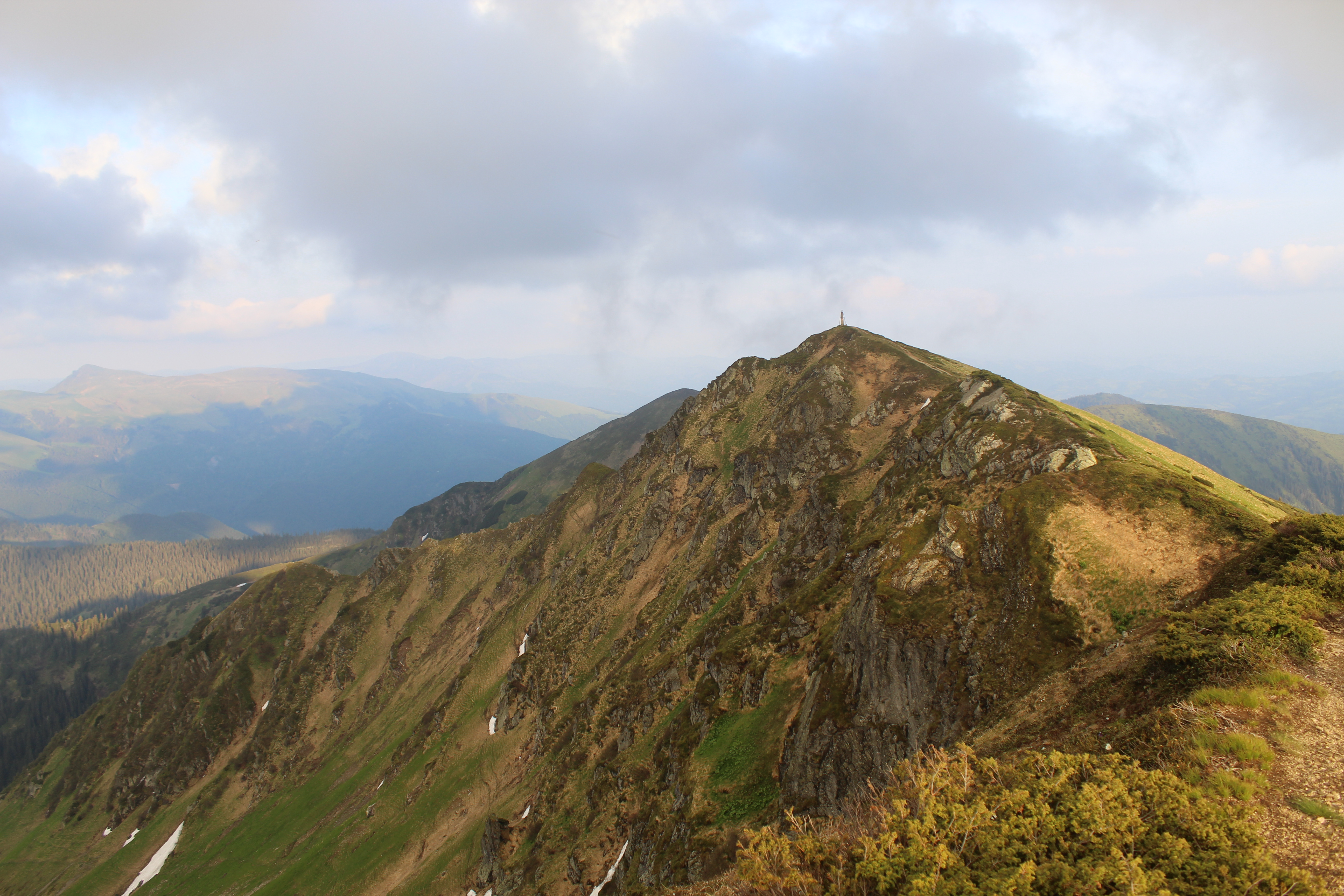
Піп Іван Мармароський. 2019 р
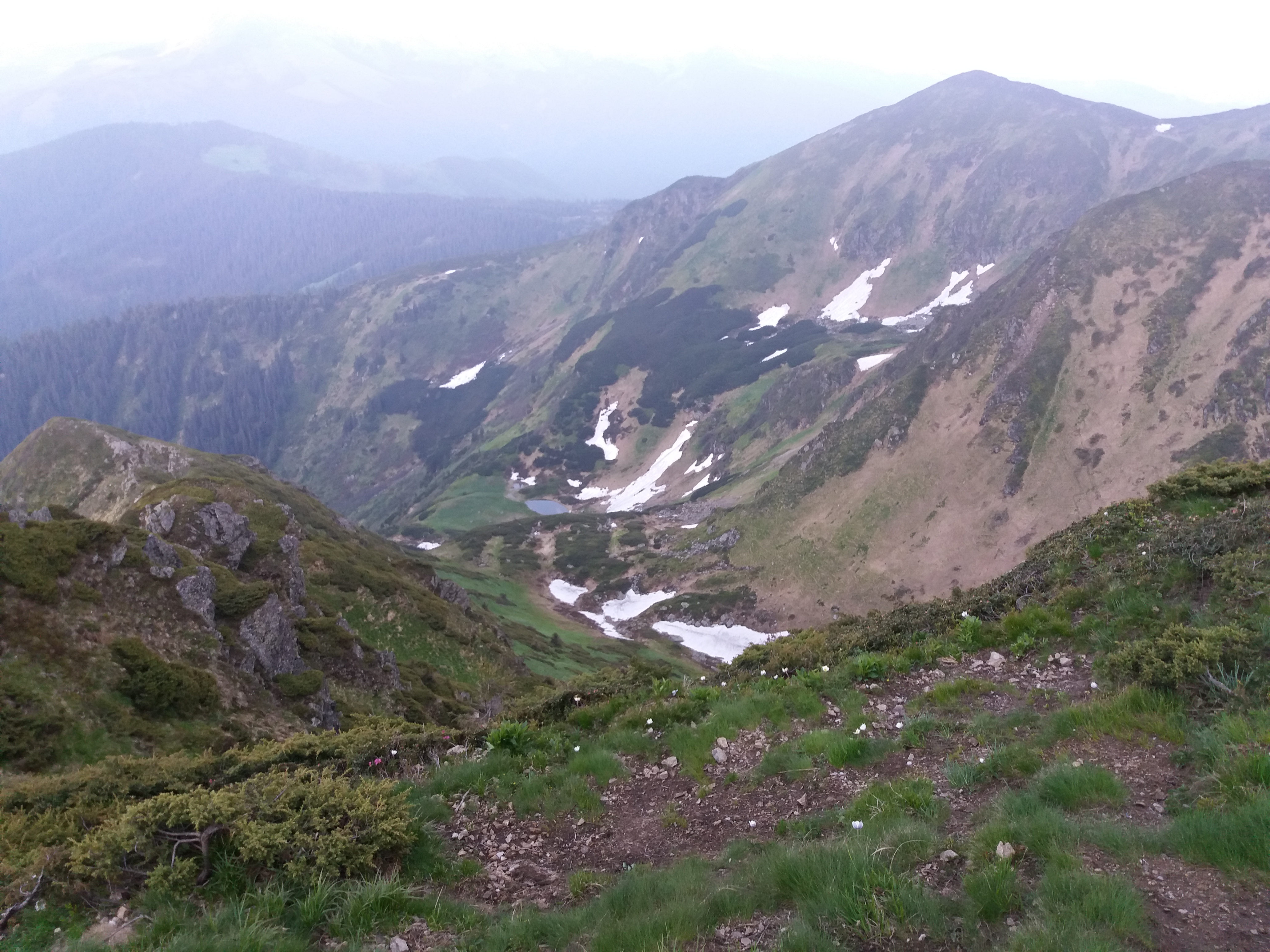
Вечірні краєвиди. Мармароський заповідний масив. Піп Іван Мармароський
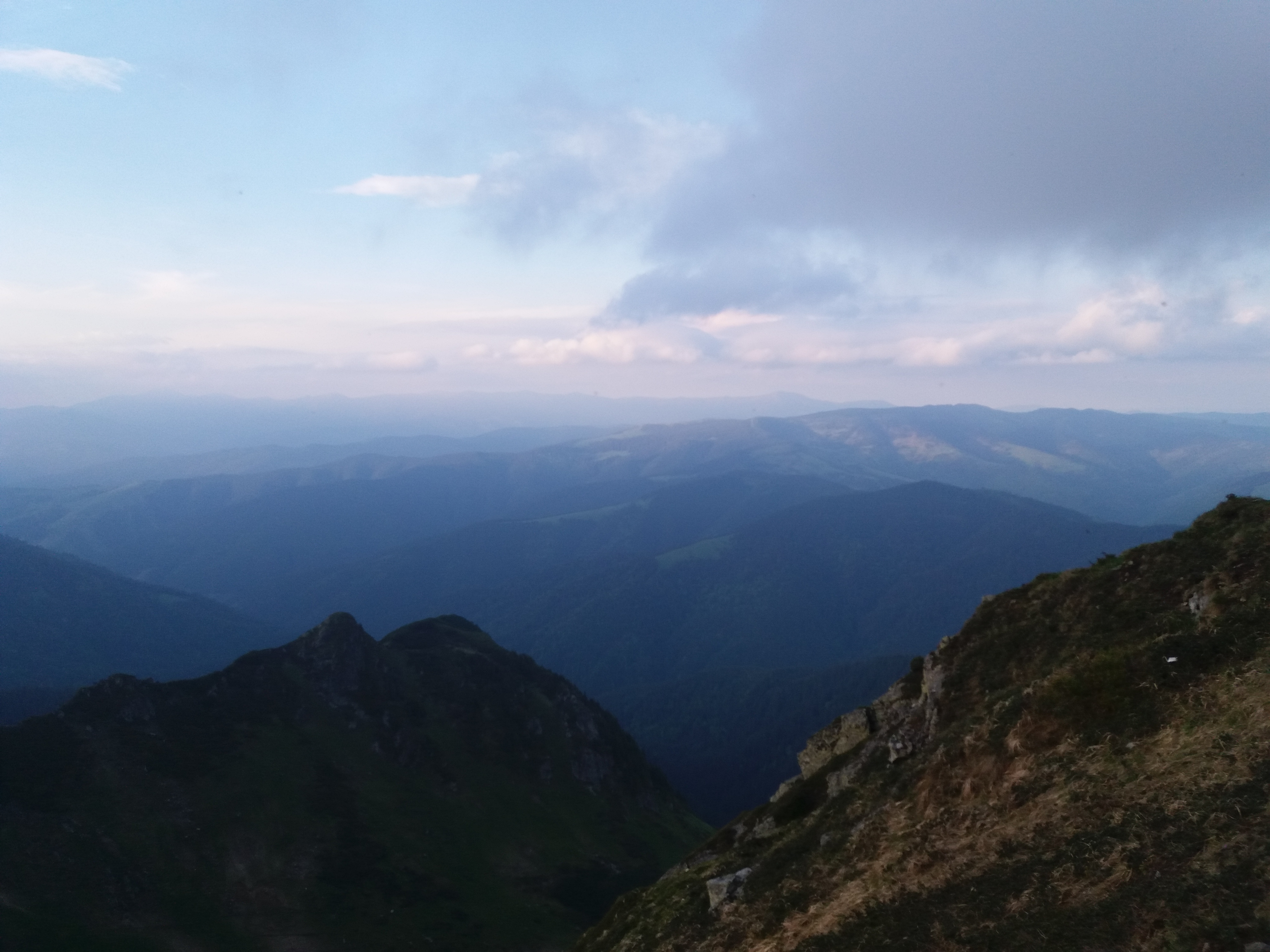
Вечірні краєвиди. Мармароський заповідний масив

## Джерело
- Енциклопедія Українознавства, т. 2